# Uholce
Uholce (ukr. Угільці) – wieś na Ukrainie, w obwodzie rówieńskim, w rejonie rówieńskim, w hromadzie Buhryń. W 2001 liczyła 339 mieszkańców, spośród których 336 wskazało jako ojczysty język ukraiński, a 3 rosyjski.
W okresie międzywojennym wieś znajdowała się w granicach II RP, wchodząc w skład gminy Buhryń w powiecie rówieńskim, w województwie wołyńskim.